# Helena Lekapena
Helena Lekapena (ur. ok. 910, zm. 19 września 961) – cesarzowa bizantyńska.

## Życiorys
Była córką cesarza Romana I Lekapena. W maju 919 poślubiła Konstantyna VII Porfirogenetę. Małżeństwo umocniło pozycje jej ojca, który w 920 uzyskał godność cesarską. W 945 gdy jej bracia wystąpili przeciwko jej mężowi, zmobilizowała go do wystąpienia przeciw nim. W związku z Konstantynem miała sześcioro dzieci:
- Zoe, wygnaną do klasztoru Kanikleion w 959 roku, a następnie do Antiochii wraz z siostrami Teodorą i Teofano, przez brata, pragnącego przypodobać się żonie,
- Romana II, przyszłego cesarza (959-963),
- Teodorę, żonę cesarza Jana I Tzimiskesa,
- Agatę, wygnaną do klasztoru Kanikleion w 959 roku, a następnie do Myrelaion wraz z siostrą Anną, przez brata Romana,
- Teofano, wygnaną do klasztoru Kanikleion w 959 roku, a następnie do Antiochii wraz z siostrami Teodorą i Zoe,
- Annę, wygnaną do klasztoru Kanikleion w 959 roku, a następnie do Myrelaion wraz z siostrą Agatą.